# 齊維利河
齊維利河是俄羅斯的河流，位於楚瓦什共和國內，由大齊維利河和小齊維利河組成，屬於伏爾加河的右支流，最終在新切博克薩爾斯克附近注入伏爾加河，河道全長173公里，流域面積4,658平方公里。
56°0′N 47°35′E / 56.000°N 47.583°E